# Nikolai-Malko-Wettbewerb
Der Nikolai-Malko-Wettbewerb (Nicolai Malko Competition for Young Conductors) ist ein renommierter internationaler Wettbewerb für Nachwuchsdirigenten. Die Bewerber müssen zwischen 20 und 35 Jahren alt sein. Der Wettbewerb ist nach dem russischen Dirigenten Nikolai Malko (1883–1961) benannt.
Der Wettbewerb wird seit 1965 alle drei Jahre in Kopenhagen ausgetragen. Träger des Wettbewerbs ist das Dänische Radio-Sinfonieorchester. Derzeitiger Jury-Vorsitzender des Wettbewerbs ist Chefdirigent Fabio Luisi. 
Es werden derzeit vier Preise verliehen, die mit Summen zwischen 20.000 und 1.500 Euro dotiert sind. Der Sieger des Wettbewerbs erhält die Möglichkeit, innerhalb von drei Jahren Konzerte mit 25 Symphonieorchestern zu bestreiten.